# Wola Bukowska
Wola Bukowska – wieś w Polsce położona w województwie lubelskim, w powiecie łukowskim, w gminie Serokomla.
| SIMC    | Nazwa  | Rodzaj    |
| ------- | ------ | --------- |
| 0686530 | Józefa | część wsi |

W latach 1975–1998 miejscowość administracyjnie należała do województwa siedleckiego.
Wieś stanowi sołectwo w gminie Serokomla. Według Narodowego Spisu Powszechnego z roku 2011 wieś liczyła 166 mieszkańców.
Wierni Kościoła rzymskokatolickiego należą do parafii św. Stanisława w Serokomli.